# Pedro Romo (actor)
Pedro Romo (Ciudad de México, 15 de junio de 1957) es un prolífico actor y comediante mexicano, conocido sobre todo por sus papeles como Don Filemón en la serie Skimo, y Pedro en la película La risa en vacaciones. También actuó en varios episodios de la serie Chespirito hasta 1995.

## Trabajo en la televisión
Romo protagonizó y fue estrella invitada en muchas comedias como Skimo, Vecinos y Yo amo a Juan Querendón, y dramas como Abrázame muy fuerte y Por tu amor. Además participó en varios episodios del programa Chespirito hasta 1995.

## Filmografía

### Películas
- La Risa Sin Calzones (2014)
- Plaza Sésamo: bienvenida la primavera (2006) - Neftalí
- ¡Qué rica la risa! (2006)
- Secretarias privadísimas (2000)
- Recompensa (2000)
- Cuando calienta el sol (2000)
- Los apuros de un mojado (1999) - Gasparín el cantinero
- De ladito me da risa (1998)
- No se puede con la risa (1998)
- La risa en bikini (1998)
- Me muero de la risa (1998)
- La crisis de ma risa (1997)
- Más sabroso con la risa (1997)
- La risa por dentro (1997)
- Me ganó la risa (1997)
- La risa lo cura todo (1997)
- La buenota risa (1996)
- La super risa en vacaciones 8 (1996)
- La loca risa en vacaciones 7 (1996)
- La risa en vacaciones 6 (1995) - Pedro
- La Chilindrina en apuros (1994) - Don Coglione
- ¿Me permites matarte? (1994) - Calavera
- La risa en vacaciones 5 (1994) - Pedro
- La risa en vacaciones 4 (1994) - Pedro
- ¿Dónde quedó la bolita? (1993)
- La risa en vacaciones 3 (1992) - Pedro
- Soy libre (1992)
- Verano peligroso (1991) - Recepcionista de hotel
- La risa en vacaciones 2 (1991) - Pedro
- La risa en vacaciones (1990)
- Deliciosa sinvergüenza (1990) - Agente 42
- Goza conmigo (1990)
- Placeres divertidos (1989)

### Series de televisión
- María de Todos los Ángeles (2013-2014) - Don Carmelo
- Estrella2 (2013-2016)
- Como dice el dicho (2012-2017) - Varios Roles
- Adictos (2009) - Claudio
- La rosa de Guadalupe (2009-2015) - Varios Roles
- Vecinos (2005-2006, 2020-2022) - Serapio
- Skimo (2006) - Don Filemón
- VidaTV (2005) - Mano Larga
- Hospital el paisa (2004) - Al Calavera
- La Familia P.Luche (2002) - Tío de Oro
- Mujer, casos de la vida real (diez episodios, 1990-2003)
- Todo se vale (1999) - Comediante
- Chespirito (Segundo Periodo) (1990-1995) - Invitado especial (varios episodios)

### Telenovelas
- Mi corazón es tuyo (2014) - Productor del Prado
- Cachito de cielo (2012)
- Yo amo a Juan Querendón (2007-2008) - Pastor Gaitán García
- Rebelde (2004) - Juan Méndez
- Corazones al límite (2004) - Alfonso "Poncho" Pérez
- Aventuras en el tiempo (2001) - Ruben
- Abrázame muy fuerte (2000-2001) - Apolinar
- Por tu amor (1999) - Rubalcaba
- El privilegio de amar (1998)
- Alguna vez tendremos alas (1997) - Amigo de Nacho/Domingo
- Mágica juventud (1992-1993) - Pedro